# اهدای خون

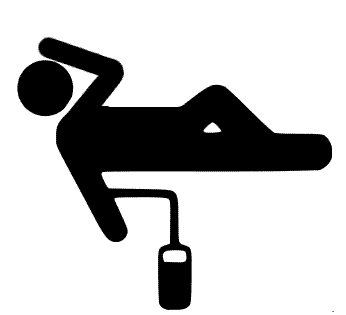
تصویرنگار اهدای خون

اهدای خون هنگامی رخ می‌دهد که یک فرد سالم به‌طور داوطلبانه مقدار مشخصی از خون خود را در یک مرکز انتقال خون هدیه می‌کند. خون اهدا شده پس از انجام آزمایش‌های غربالگری و تأیید سلامتی به‌منظور تهیه فراورده‌های خونی مورد استفاده قرار می‌گیرد یا از طریق بانک خون مراکز درمانی به افراد دیگر تزریق می‌شود. فرایند اهدا و تزریق به دریافت‌کنندگان، انتقال خون نام دارد.
در کشورهای توسعه یافته و اکثر کشورهای در حال توسعه، بیشترین اهدا کنندگان خون را افراد داوطلبی تشکیل می‌دهند که در قبال آن پولی دریافت نمی‌کنند. در کشورهای فقیرتر، افراد معمولاً خون خود را برای انتقال به اعضای خانواده یا دوستان‌شان اهدا می‌کنند؛ بنابراین انگیزه‌های مختلفی برای اهدا، شامل انجام عمل خیر، کمک به بهبود خویشاوندان، نیاز مالی و برای استفاده خودِ فرد در آینده (اهدای اتولوگ) وجود دارد. اهدای خون معمولاً بی‌خطر است، اما در برخی از اهداکنندگان ممکن است کبودی زیر جلدی یا احساس ضعف و بی‌حالی دست بدهد.
اهدا کنندگان برای مواردی که ممکن است باعث به خطرانداختن ایمنی خون شوند مورد ارزیابی قرار می‌گیرند. غربالگری شامل آزمایش برای آلودگی‌هایی مانند اچ‌آی‌وی و هپاتیت است که می‌توانند از طریق خون، منتقل شوند. همچنین انجام پرسش‌هایی در مورد پیشینه پزشکی و معاینه فیزیکی دهندهٔ خون می‌تواند از به‌خطر افتادن سلامتی او جلوگیری کند. فاصله بین دو اهدای خون در کشورهای مختلف متفاوت است، به‌عنوان مثال در ایران این زمان ۸ هفته (۵۶ روز) برای اهدای خون کامل است.
روش و مقدار خونی که از دهندگان گرفته می‌شود نیز متفاوت است، اما معمولاً برای خون کامل این مقدار ۵۰۰ سی سی است. بسیاری از اجزای سازنده خون، عمر مفید کوتاهی دارند و نگهداری و عرضه مداوم آن‌ها با مشکلاتی همراه است. امور مربوط به اهدای خون در کشورهای مختلف توسط سازمان‌های متفاوتی انجام می‌پذیرد، مثلاً در استرالیا توسط «سرویس خون صلیب سرخ» این کشور و در ایران توسط سازمان انتقال خون انجام می‌گیرد. از نظر سازمان بهداشت جهانی وجود ۲ درصد اهداکننده در جامعه قابل قبول است. این آمار در کشور ایران برابر با ۲/۲ درصد است.
برای ترغیب مردم جهان به اهدای خون و افزایش سطح آگاهی آنان، روز ۱۴ ژوئن (۲۴ خرداد) به عنوان روز جهانی اهدا کنندگان خون نام‌گذاری شده‌است. سازمان بهداشت جهانی، جامعه بین‌المللی انتقال خون، اتحادیه بین‌المللی سازمان اهداکنندگان خون و فدراسیون بین‌المللی جمعیت‌های صلیب سرخ و هلال احمر چهار ارگان جهانی حامی اهدای خون هستند.

## عوارض احتمالی اهدای خون
1. کبودی
2. تجمع خون زیر پوست (هماتوم)
3. تحریک عصب
4. خونریزی تأخیری
5. آسیب به عصب
6. آسیب به تاندون
7. التهاب رگ (ترومبوفلبیت)
8. حساسیت موضعی[۳][۴]

## شرایط اهدای خون

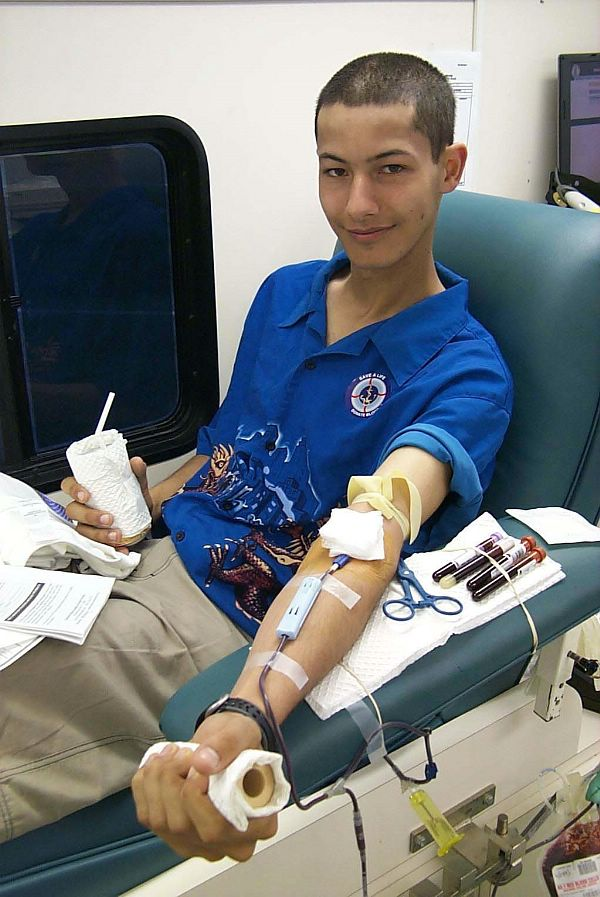
یک مرد در حال اهدای خون

- سن: بین ۱۸تا ۶۰ سال (اهدا کنندگان مستمر تا ۶۵ سال)
- وزن: حداقل ۵۰ کیلوگرم
- دارا بودن شرایط مناسب جسمی و روحی
- دارا بودن فشارخون متعادل
- مبتلا نبودن به کم خونی
- داشتن تابعیت کشور محل اهدای خون(به دلایل بهداشتی و شناسایی)
- نداشتن پیشینه هپاتیت ویروسی، برخی دیگر از بیماری‌های عفونی و بیماری‌های مهم و جدی قلبی و ریوی
- نداشتن اعتیاد به مواد مخدر تزریقی و الکلی
- گذشت حداقل ۸ هفته از آخرین مرتبه اهدای خون[۵]